# اشتون این میکرفیلد
اشتون این میکرفیلد (به انگلیسی: Ashton-in-Makerfield) یک شهرک در بریتانیا است که در منطقه شهری وایگان واقع شده‌است. اشتون این میکرفیلد ۲۴٬۰۰۰ نفر جمعیت دارد.